# Emília Coranty Llurià
Emília Coranty Llurià también conocida como Emília Coranty de Guasch (Barcelona, 19 de febrero de 1862- Barcelona, 18 de febrero de 1944) fue una pintora y profesora de dibujo vinculada con Barcelona y Valls.

## Biografía
Es el primer nombre de mujer que se ha encontrado en las hojas de matrícula de la Escuela de Artes y Oficios de Barcelona, la Escuela de la Lonja. Emília Coranty y Francisca Sans Benet de Montbrió son las dos únicas alumnas que aparecen matriculadas durante el curso escolar de 1885-1886, entre los 496 alumnos de aquel año. Emília estudió dos años; en el segundo fue la única alumna entre los 539 matriculados y en 1886 la Academia de Bellas artes de Barcelona la premió con una bolsa de viaje a Roma -una nueva modalidad de pensión, de una duración de cuatro meses, que había sido creada por la Diputación de Barcelona en 1880 -, que se le prorrogaría el año siguiente.
En Roma conoció su futuro marido, el pintor Francesc Guasch, quien disfrutaba de una beca de ampliación de estudios a Roma. Así, como la pintora Lluïsa Vidal, estudió un tiempo fuera de España, después de haberlo hecho en Barcelona y en Madrid, donde se matriculó en las clases de Antiguo y de Paisaje a la Escuela Especial de Pintura, Escultura y Grabado, gracias a una bolsa de viaje que le concedió la Diputación de Barcelona.

### Trayectoria artística
En 1888 se casó con Francesc Guasch y Homs en Barcelona y aprovechó para presentar algunas obras a la Exposición Universal que se celebraba aquel año en la ciudad condal, ganando dos medallas de bronce, antes de volver con su marido a Roma a continuar sus estudios respectivos. Al año siguiente fueron a vivir en París, coincidiendo con la Exposición Universal, donde estuvieron unos dos años para después, debido a los problemas de salud de Guasch, ir a vivir en Valls y, finalmente, cuando este fue nombrado técnico de los museos artísticos municipales y conservador del Museo de Bellas artes, fueron a vivir en Barcelona, sin dejar nunca de dedicarse a la actividad artística. En fotografías de época se ha podido documentar a la pintora acompañando su marido a las expediciones artísticas y tomando notas del natural.
Tomó parte en las principales exposiciones artísticas que se hicieron en Barcelona a finales del siglo XIX, como la Primera Exposición General de Bellas Artes del 1891, la Novena exposición extraordinaria de Bellas Artes (Sala Parara, 1891) o la Exposición Nacional de Industrias Artísticas e Internacional de Reproducciones del 1892, donde presentó un proyecto en gouache para una mantilla de blonda con atributos catalanes y uno en óleo para un tapete bordado en seda y oro para la tabla presidencial de la Diputación de Barcelona, con los cuales obtuvo medallas de oro y de plata. El año siguiente obtuvo una medalla de plata del pabellón femenino de la Exposición Mundial Colombina de Chicago.
En 1894 se presentó a la Segunda Exposición General de Bellas Artes, con el óleo Mis flores, el 1896 a la primera edición de la exposición femenina de Sala Pares, con dibujos para blondas y proyectos para tapices, en 1897 a la segunda edición  y en 1898 a la IV Exposición de Bellas Artes e Industrias Artísticas. Igualmente, participó como mínimo en dos ediciones de la Exposición Internacional de Bellas Artes de Madrid: en la de 1890 presentó una reproducción al óleo de la dalmática de Carlomagno que se conserva al tesoro de la basílica de Sant Pedro del Vaticano, así como los dos proyectos que presentaría a la exposición de Barcelona de 1892. En la edición de 1892 mostró la obra Mí jardín, obteniendo la medalla de bronce. En 1907 intervino en la V Exposición Internacional de Bellas Artes e Industrias Artísticas de Barcelona, con la obra Del meu jardí, que se presentó al Salón España de la muestra.
Junto a Mary Cassatt, Rosa Bonheur, Lea Mesritt y otras artistas del momento, participó en la Exposición Universal de Chicago de 1893, donde había un pabellón solo para las artistas diseñado por la arquitecta Sophia Hayden. En este certamen se le concedió la medalla de plata.

### Docencia
Su preocupación fue siempre proporcionar a las mujeres la posibilidad de recibir una formación artística de calidad: fue profesora «efectiva para la clase de dibujo y pintura para niñas adultas, agregada a la Escuela Superior para la Mujer». En los Anuarios de la Universidad Literaria de Barcelona de 1896-97 y de 1897-98 su nombre aparece como profesora auxiliar interina, sin sueldo, de la asignatura Dibujo General Artístico (clase de niñas y adultas) a la Escuela Lonja. También figura como profesora auxiliar gratuita a las Memorias de la Escuela,durante los cursos 1900-01 y 1901-02, en cambio a la del año siguiente 1902-03 se lee: «se le ha asignado sueldo».
Como otros artistas estuvo en el entorno de la revista Feminal y participó en muchas de las actividades que se organizaron: aportó obras para las diferentes tómbolas, formó parte de la Comisión para el Homenaje a la difunta Pepita Texidor Torres, dio una obra para recoger dinero para su monumento, etc.

### Etapa final
En 1923, con la muerte de su marido, según se especificaba a su testamento Emília, su viuda, legó toda una serie de bienes destinados a crear los premios Guasch-Coranty, uno de los cuales se tenía que otorgar anualmente a la alumna que presentara los mejores trabajos en la asignatura de la cual ella había sido profesora y otros de quinquenales, que se tenían que alternar entre los mejores pintores y las mejores pintoras, tanto nacionales como extranjeros.
Tanto ella como Pepita Teixidor eran prácticamente las únicas mujeres catalanas representadas a la colección del Museo de Bellas Artes de Barcelona en la segunda década del siglo XX.
Murió en 1944, después de haber legado su torre a la Escuela de la Lonja con la condición de que se creara un centro educativo con el nombre de Escuela de Arte Guasch Coranty, que aceptara alumnas de los dos sexos y el resto de bienes repartidos entre las diputaciones de Barcelona y de Tarragona, el Ayuntamiento de Valls y la Escuela de la Lonja, para que se otorgaran los Premios de Pintura Internacional Guasch Coranty. Con este objeto se creó la Fundación Guasch-Coranty, que a principios del siglo XXI dispone de muy pocos fondos.  Fue enterrada, con su esposo, en el Cementerio de Sarriá, en los nichos 102 y 103.

## Obra
Pintó flores e hizo muchos proyectos para blondas y bordados, que presentó en varias exposiciones; así, por ejemplo, en el catálogo de la sección de tejidos, bordados y ensambladuras de los Museos Artísticos de Barcelona de 1906 consta que se mostraba la reproducción al óleo de la dalmática de Carlomagno que Emília Coranty había hecho en 1886. Su obra fue calificada por los críticos como femenina, posiblemente porque pintaba flores y bodegones, un género despreciado desde el misógino siglo XIX y considerado propio de mujeres. Sin embargo, en su origen los dos sexos lo cultivaban porque disfrutaba de gran demanda en los países protestantes y en los católicos era considerado una vanitas, temática muy emprada como propaganda de las ideas contrarreformistas. En Cataluña se le dio mucha importancia por su relación con la industria textil, especialmente con las indianas, por lo cual no tiene que extrañar que muchas artistas que querían vivir de su arte, se dedicaran a ello.
El Museo Nacional de Arte de Cataluña conserva la obra Del meu jardí, que la misma pintora donó en 1907, junto con siete dibujos que son copias de franjas decorativas. El Museo del Prado guarda una reproducción al óleo de la dalmática de Carlomagno fechada en 1889.